# Federación de Castas Registradas de Bengala Oriental
La Federación de Castas Registradas de Bengala Oriental (en bengalí: পূর্ববঙ্গ তফসিলি জাতি ফেডারেশন), más tarde Federación de Castas Registradas de Pakistán Oriental (en bengalí: পূর্ব পাকিস্তান তফসিলি জাতি ফেডারেশন), fue un partido político en Pakistán. En los primeros años después de la independencia de Pakistán, el partido fue uno de los dos principales partidos políticos de la población minoritaria hindú en Bengala Oriental (el otro era el Congreso Nacional de Pakistán). Tras la salida de su principal líder Jogendra Nath Mandal en 1950, el partido sufrió varias divisiones. A mediados de la década de 1950, el partido participó en diferentes gobiernos de coalición a nivel central de Pakistán y a nivel provincial de Pakistán Oriental. Después de 1958 el partido cayó en el olvido.

## Antecedentes
La Federación de Castas Registradas de Toda la India fue fundada por B.R. Ambedkar en Allahabad en 1942, como una organización política que luchaba por la mejora de las Castas Registradas/Dalits. En los años previos a la Partición de la India hubo alianzas formales entre la Liga Musulmana de Toda la India y la Federación de Castas Listadas en Bengala, Provincias Unidas y Punyab. En Bengala, el capítulo de la Federación de Castas Registradas dirigido por Jogendra Nath Mandal defendió el mantenimiento de la provincia unida, una posición que el partido compartía con la Liga Musulmana. Cuando se formó Pakistán, Mandal se unió al primer gobierno del Dominio de Pakistán como Ministro de Justicia y Trabajo después de haber recibido la aprobación de Ambedkar para hacerlo. Paralelamente, Ambedkar ocupó el cargo de Ministro de Derecho en la Unión de la India. Sin embargo, con la división de India y Pakistán en dos entidades separadas, las ramas de la Federación de Castas Listadas en Pakistán finalmente rompieron sus vínculos organizativos con el partido madre indio y celebraron una conferencia del partido en Karachi en 1948. La abrumadora mayoría de la Federación de Castas Registradas en Pakistán tenía su sede en Bengala Oriental.

## Primeros años después de la partición
Mandal fue presidente de la Federación de Castas Registradas de Bengala Oriental en 1948. El partido abogó por un electorado separado para las castas registradas y mantuvo relaciones tensas con el Congreso Nacional de Pakistán sobre este tema. La Federación de Castas Registradas de Bengala Oriental pidió una mayor representación de las Castas Inscritas según la estimación de población de 1948. En particular, el partido estaba descontento con la falta de representación de las castas registradas en el gobierno provincial de Bengala Oriental.
En 1949, el Comité de Trabajo de la Federación de Castas Registradas de Bengala Oriental aprobó una resolución unánime convocando un electorado minoritario conjunto pero con reserva de escaños para las Castas Registradas.
A raíz de los disturbios de Dacca de 1950, el discurso de Mandal cambió significativamente. Ahora se posicionó como protector de las comunidades hindúes y minoritarias en Bengala Oriental y comenzó a restar importancia a la separación retórica entre las castas hindúes y las castas registradas. En abril de 1950, después de los disturbios en Barisal, Mandal dijo a sus seguidores que ya no les aconsejaría que permanecieran en Pakistán. Otros líderes del partido rechazaron la declaración de Mandal.
El presidente de la Federación de Castas Registradas de Bengala Oriental, D. N. Barori, prestó juramento como ministro del gobierno provincial de Bengala Oriental en junio de 1950. Jogendra Nath Mandal se había opuesto ferozmente a la nominación de Barori.

## La cuestión del electorado dividido
La cuestión del electorado separado o conjunto dividiría al partido. Barori apoyó un electorado separado para las castas registradas.
Una Conferencia de Minorías de Bengala Oriental celebrada en Comilla en marzo de 1952, que pidió un electorado conjunto y denunció a Barori. De los 500 delegados que asistieron a la conferencia, unos 300 procedían de las castas registradas. La conferencia de Comilla pidió al gobierno destituir a Barori y sustituirlo por otro representante con el apoyo de las minorías. La resolución de la conferencia de Comilla afirmó que la representación separada sobre una base comunal es antinacional.
El 19 de diciembre de 1953, el bando anti-Barori de la Federación de Castas Inscritas de Bengala Oriental organizó una conferencia en Dacca y declaró a Barori y su facción expulsados por haber violado la línea del partido en los electorados conjuntos. La conferencia fue convocada por Rasaraj Mandal y Raj Kumar Mandal presidió el evento. Entre los oradores invitados al evento se encontraban Maulana Bhasani, A. K. Fazlul Huq, Huseyn Shaheed Suhrawardy, Basanta Kumar Das y Mahmud Ali.
Barori conservó el apoyo en el grupo del partido de la Asamblea Legislativa de Bengala Oriental, mientras que el grupo disidente (liderado por Rasaraj Mandal) controlaba la organización del partido. Se produjo una segunda división menor en el grupo Barori, aparentemente causada por problemas personales.

## Elecciones de 1954
Tres grupos diferentes participaron en las elecciones a la Asamblea Legislativa de Bengala Oriental de 1954, afirmando ser la auténtica Federación de Castas Listadas, liderada por D. N. Barori, Rasaraj Mandal y H. C. Burmen respectivamente. El grupo Barori, que apoyaba a electorados separados, contaba con el apoyo de la Liga Musulmana de Pakistán. El grupo Mandal, que apoyaba a electorados conjuntos, contaba con el apoyo tácito del Frente Unido de la Minoría. El Partido Progresista Unido (anteriormente Gana Samity) había intentado apelar al grupo Mandal para competir bajo la bandera del Frente Unido Minoritario, pero para el grupo de Mandal era importante no permitir que el grupo Barori pudiera utilizar el nombre del partido «Federación de Castas Registradas» solo frente a los votantes de Castas Registradas.
La facción Mandal tuvo éxito, ganando 27 de los 38 escaños reservados para las castas registradas. La facción Barori no ganó ni un solo escaño, y el propio Barori perdió su depósito después de haber perdido su escaño ante Gour Chandra Bala.
En 1955, la Federación de Castas Inscritas obtuvo tres escaños en la segunda Asamblea Constituyente de Pakistán (siendo Rasaraj Mandal uno de los tres miembros).

## Período de gobierno de coalición y división del partido
El partido formó parte del primer gobierno de coalición de Pakistán (dirigido por Chaudhry Muhammad Ali, 11 de agosto de 1955 - 12 de septiembre de 1956), el segundo gobierno de coalición de Pakistán (dirigido por Huseyn Shaheed Suhrawardy, 12 de septiembre de 1956 - 17 de octubre de 1957) y el cuarto gobierno de coalición de Pakistán (dirigido por Feroz Khan Noon, 16 de diciembre de 1957 – 7 de octubre de 1958).
Akshay Kumar Das, presidente del Comité de Trabajo de la Federación de Castas Reconocidas de Bengala Oriental, prestó juramento como Ministro de Estado para Asuntos Económicos del gobierno de Pakistán el 26 de septiembre de 1955. Un año más tarde, Rasaraj Mandal, entonces secretario general del partido, prestó juramento como Ministro de Estado para Asuntos Económicos en el gobierno de Pakistán. Mandal asumió un papel ministerial en el Centro, mientras que su rival interno del partido, Gour Chandra Bala, fue elegido líder de la Federación de Castas Inscritas en la Asamblea Provincial de Pakistán Oriental. En ese momento, seis de los miembros de la asamblea de la Federación de Castas Listadas pertenecían al grupo Rasaraj Mandal, y otros 21 pertenecían al grupo Bala. En el partido se aprobó una resolución por la que Bala no se uniría al gobierno provincial. Sin embargo, Bala pronto asumió un cargo ministerial en Pakistán Oriental. Cuando cayó el gobierno de Suhrawardy en el Centro en marzo de 1958, Mandal se quedó sin un puesto ministerial y Bala se convirtió en ministro en Pakistán Oriental. En respuesta, Mandal se opuso.
En Pakistán Oriental, el partido formó parte del gabinete provincial fr Abu Hussain Sarkar entre junio de 1955 y agosto de 1956. Cuando la Liga Awami formó un gobierno provincial dirigido por Ataur Rahman Khan en septiembre de 1956, una parte de la Federación de Castas Listadas se opuso mientras que otra apoyó al gobierno desde fuera. El partido formó parte del efímero segundo gobierno de Abu Hussain Sarkar, que estuvo en el poder entre el 31 de marzo y el 1 de abril de 1958. Cuando Ataur Rahman Khan volvió a formar un gobierno provincial en abril de 1958, el grupo Bala se unió a él, pero el grupo Mandal pasó a la oposición.
Con la profundización de la división Mandal-Bala durante la sesión presupuestaria en la Asamblea Provincial de Pakistán Oriental en 1958, la organización del partido se desintegró. Con la dirección dividida del partido totalmente involucrada en la legislatura, la organización del partido fuera del parlamento quedó inactiva. Otra cuestión clave que obligó al partido a un rápido declive fue la introducción de distritos geográficos unificados en todo Pakistán.

## Independencia de Bangladés
En 1971, el partido dirigido por Rasaraj Mandal tomó el nombre de Federación Bangladés Tafsili Jati. Rasaraj Mandal revivió el partido después de la promulgación del Reglamento de Partidos Políticos en julio de 1976.